# Lousada (Samos)
Lousada (llamada oficialmente San Martiño de Lousada) es una parroquia y una aldea española del municipio de Samos, en la provincia de Lugo, Galicia.

## Organización territorial
La parroquia está formada por cuatro entidades de población:
- Fontearcuda
- Gosende
- Lousada
- San Román

## Demografía

### Parroquia
| Gráfica de evolución demográfica de Lousada (parroquia) entre 2000 y 2021 |
|                                                                           |
| Datos según el nomenclátor publicado por el INE.                          |

### Aldea
| Gráfica de evolución demográfica de Lousada (aldea) entre 2000 y 2021 |
|                                                                       |
| Datos según el nomenclátor publicado por el INE.                      |